# You'll Never Walk Alone
〈You'll Never Walk Alone〉은 1945년 뮤지컬 회전목마에 나오는 노래이다. 리처드 로저스와 오스카 해머스타인 2세가 지었다.
이 노래는 뮤지컬에서 주인공이 죽었을 때 주인공의 아이를 임신한 여주인공을 위해 부르는 노래이며, 나중에 주인공의 딸이 졸업할 때 졸업반 학생들에게 용기를 주기 위해 부르는 노래이기도 하다. 이런 이유로 미국에서는 졸업식에서 부르기도 한다.
이 노래는 여러 음악가들에 의해서 수없이 리메이크 되었다. 특히 영국 리버풀의 음악 그룹 'Gerry & Pacemakers'가 음반으로 낸 판이 가장 많이 알려져 있다.
핑크 플로이드 또한 1971년 앨범 Meddle의 수록곡 "Fearless"에 이 곡을 삽입하기도 하였다.

## 응원가

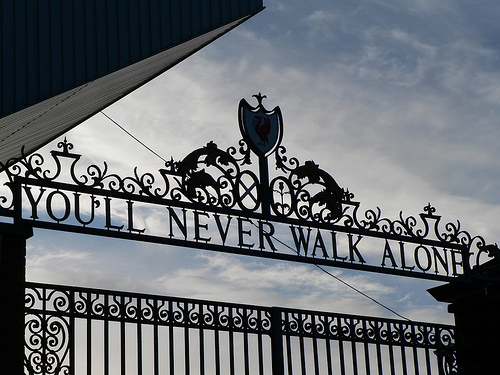
'You'll Never Walk Alone'은 리버풀 F.C.의 상징이기도 하다.

리버풀 FC 서포터들이 축구 경기 중 리버풀 팀을 응원하면서 자주 불렀다.리버풀 FC의 엠블럼에도 You'll Never Walk Alone이란 문구가 달려있다. 

이 곡을 응원가로 사용하는 전통은 여러 축구팀에 퍼졌고, 리버풀 뿐만 아니라 보루시아 도르트문트, AFC 아약스, 페예노르트, 셀틱 FC, 제노아 CFC, FC 도쿄의 서포터들도 이 노래를 응원가로 사용한다. 그런 이유로 "You'll Never Walk Alone"이라는 문구 자체도 축구팀의 응원 걸개에 자주 등장한다. 대한민국 축구 국가대표팀의 서포터즈인 붉은악마 역시 이 문구를 응원 걸개에 사용한 적이 있다.

## 가사
When you walk through a storm

Hold your head up high

And don't be afraid of the dark

At the end of a storm

There's a golden sky

And the sweet silver song of a lark

Walk on through the wind

Walk on through the rain

Though your dreams be tossed and blown

Walk on, walk on

With hope in your heart

And you'll never walk alone

You'll never walk alone

Walk on, walk on

With hope in your heart

And you'll never walk alone

You'll never walk alone